# 오조촌
오조촌(大沢村)은 효고현 아리마군에 설치되었던 촌이다. 현재의 고베시 기타구에 해당한다.

## 역사
- 1889년 4월 1일 - 정촌제 시행에 의해 아리마군 6촌의 구역을 가지고 성립하였다.
- 1951년 7월 1일 - 고베시 효고구에 편입해 동일 오조촌은 폐지되었다.
- 1973년 8월 1일 - 효고구 분구에 의해 기타구의 일부가 되었다.

## 교통

### 도로
- 주요 지역도로
  - 효고현도 17호 니시와키미타선
  - 효고현도 73호 야마다미타선
  - 효고현도 82호 오조니시노미야선

## 참고문헌
- 篠田皇民『伝家之宝典 自治団体之沿革 兵庫県之部』東京都民新聞社地方自治調査会、1932年、p.168-169（国立国会図書館デジタルコレクション、2016年7月3日閲覧。）